# Ichneumon lariceus
Ichneumon lariceus là một loài tò vò trong họ Ichneumonidae.